# Záchranka
Záchranka je oficiální mobilní aplikace nejen Zdravotnické záchranné služby ČR, Horské služby ČR a Vodní záchranné služby ČČK. Slouží ke kontaktování záchranářů, k edukování praktik první pomoci a k lokalizaci. Funguje od roku 2016, vznikla ve spolupráci uživatelů a záchranářů jako studentský nápad Filipa Maleňáka. K roku 2019 má přes milion uživatelů, každý den přes ni zavolá pomoc kolem 50 lidí a na základě volání z této aplikace vyjeli záchranáři k více než 35 tisícům případů. Za prvních šest měsíců roku 2025 bylo přes aplikaci provedeno 14 tisíc hovorů.
Aplikace má také největší databázi defibrilátorů v Česku, na mapě jich je přes 1300. Mimo defibrilátorů lze najít přes aplikaci nemocnice, lékárny, pohotovost, a zubní pohotovosti s podrobnými informacemi vč. telefonních kontaktů a adres. 
Mezi další podporovaná místa aplikace (k únoru 2025) patří celé Maďarsko, Rakousko a také slovenská Horská služba.

## Funkce
- Poslaní zeměpisných souřadnic dispečerovi
- Lokátor defibrilátorů, nemocnic, pohotovostí, stanic Horské služby, lékáren, zubní pohotovosti a krajské záchranné služby
- Interaktivní návod první pomoci
- Nemohu mluvit – přivolání záchranné služby bez nutnosti použití hlasu
- Varování a výstrahy
- Lavinová předpověď
- Kniha túr- zde je dobré před samotnou túrou popsat body kde se budete pohybovat, aby měla Horská služba v případě zásahu snadnější hledání, více info na Oficiálních stránkách
- desatero horské služby
- pravidla sjezdovek FIS platící nejen v ČR